# Johann Eduard Erdmann
Pour les articles homonymes, voir Erdmann.
Johann Eduard Erdmann, né le 13 juin 1805 à Wolmar, Livonie, et mort le 12 juin 1892 à Halle-sur-Saale, est un pasteur et professeur d'université prussien. Il est historien de la religion et de la philosophie.

## Biographie
Eduard Erdmann naît à Wolmar (Livonie), actuelle ville de Lettonie, où son père était pasteur. Il fait des études de théologie à l'université de Tartu (en actuelle Estonie) puis poursuit ses études à l'université Humboldt de Berlin, où il suit assidument les séminaires du philosophe Hegel. De 1829 à 1832, il est pasteur dans sa ville natale, fonction dont il démissionne pour se consacrer à l'éducation et à la philosophie. Il obtient son doctorat à l'université de Kiel, en soutenant une thèse intitulée Quidnam sit discrimen philosophiam inter et theologiam [Qu'est-ce qui distingue la philosophie de la théologie ?], en 1830, dans lequel il affirmait que la philosophie et la religion convergent vers une vérité commune, même si leur approche diffère. En 1834, il commence l'écriture de sa thèse d'habilitation universitaire à Berlin. Elle constitue le premier volume de  son traité Versuch einer wissenschaftlichen Darstellung der Geschichte der neuern Philosophie (Tentative de présentation scientifique de l'histoire de la philosophie moderne). Il est nommé professeur extraordinaire à l'université de Halle en 1836, puis il y est professeur titulaire en 1839.
Il meurt à Halle-sur-Saale, en 1892.
Eduard Erdmann est l'auteur de nombreux livres et traités philosophiques, et d'un certain nombre de sermons. Son livre le plus connu est Grundriss der Geschichte der Philosophie (Les Grandes lignes de l'histoire de la Philosophie), qu'il publie en deux volumes en 1866. Il tente d'exposer l'histoire de la pensée humaine comme une tentative continuelle et sans cesse en développement de résoudre les grands problèmes spéculatifs auxquels l'homme a été confronté à tous les époques. Ses autres ouvrages connus sont Leib und Seele 1837 [Le Corps et l'Âme], Grundriss der Psychologie (1840) [Somme psychologique], Grundriss der Logik und Metaphysik (1841) [Somme logique et métaphysique], et Psychologische Briefe 1851 [Lettres psychologiques].
Il est aussi l'auteur d'une compilation d’œuvres philosophiques de Leibniz, parue en 1840.

## Postérité
Il est influencé par la pensée des philosophes Schleiermacher et Hegel. Son influence a été considérable parmi les membres de l'école hégélienne au sein de laquelle il est considéré comme un tenant des « hégéliens de droite ».

## Publications (sélection)
- Versuch einer wissenschaftlichen Darstellung der Geschichte der neuern Philosophie, Leipzig 1834–1853.
- Leib und Seele nach ihrem Begriff und ihrem Verhältniß zu einander.
- Grundriss der Psychologie, Leipzig 1840
- Leibniz - Opera philosophica, Berlin, 1840 (lire sur Archive et sur Wikisource).
- Grundriss der Logik und Metaphysik, Halle 1841
- Psychologische Briefe, Leipzig 1851
- Grundriss der Geschichte der Philosophie, 2 vol., Berlin, 1866
- Die deutsche Philosophie seit Hegels Tod, Berlin 1896